# 궈잔역 (베이징)
궈잔역(중국어: 国展站)은 베이징 지하철 15호선의 역으로 중국 베이징 순이구 공항가도 징미로와 톈베이로 교차로에 위치한다.

## 위치
궈잔역은 징미로(G101, G111)와 톈베이로(天北路)가 만나는 지점의 북쪽에 위치하며, 중국국제전시센터 신관의 동문 밖에서 남북 방향으로 배치되었다.

## 역 구조
이 역은 섬식 승강장 설계의 고가역이다. 역 내 주요 색상은 주색이다. 역 외부에 2개의 P+R 주차장이 있다.

### 층별 구조

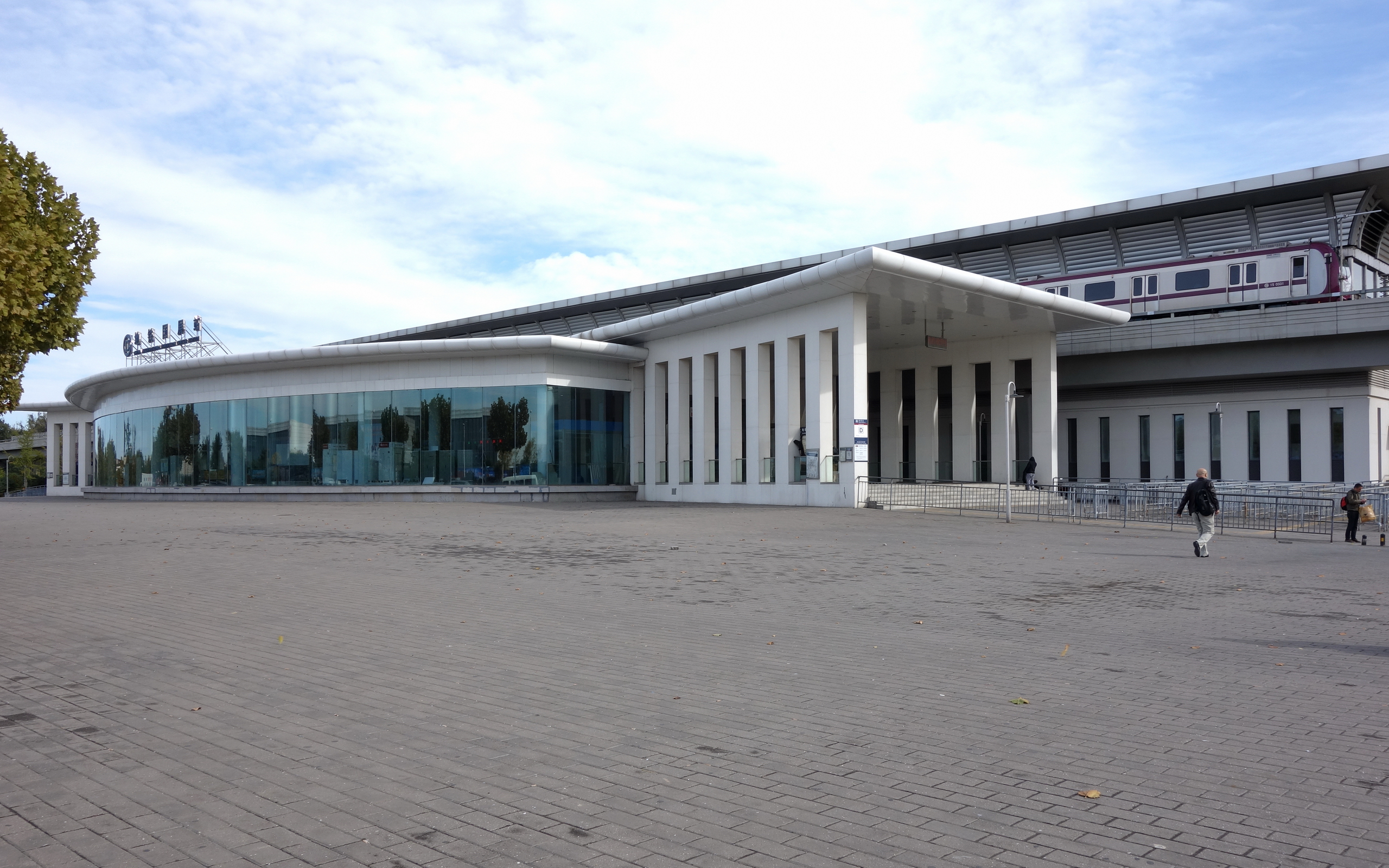
궈잔역 역전 광장(2016년 10월 촬영), 이 역은 고가역이다.

| 2층 승강장       | ←                               | ■ 15호선 칭화둥루시커우 방면 (쑨허)                     |
| 2층 승강장       | 섬식 승강장, 왼쪽 출입문이 열림 |                                                         |
| 2층 승강장       | →                               | ■ 15호선 펑보 방면 (화리칸)                             |
| 지면층 대합실 층 | 대합실                          | 발권 서비스, 자동 티켓 판매기, 이카통(一卡通) 카드 충전 |

### 대합실

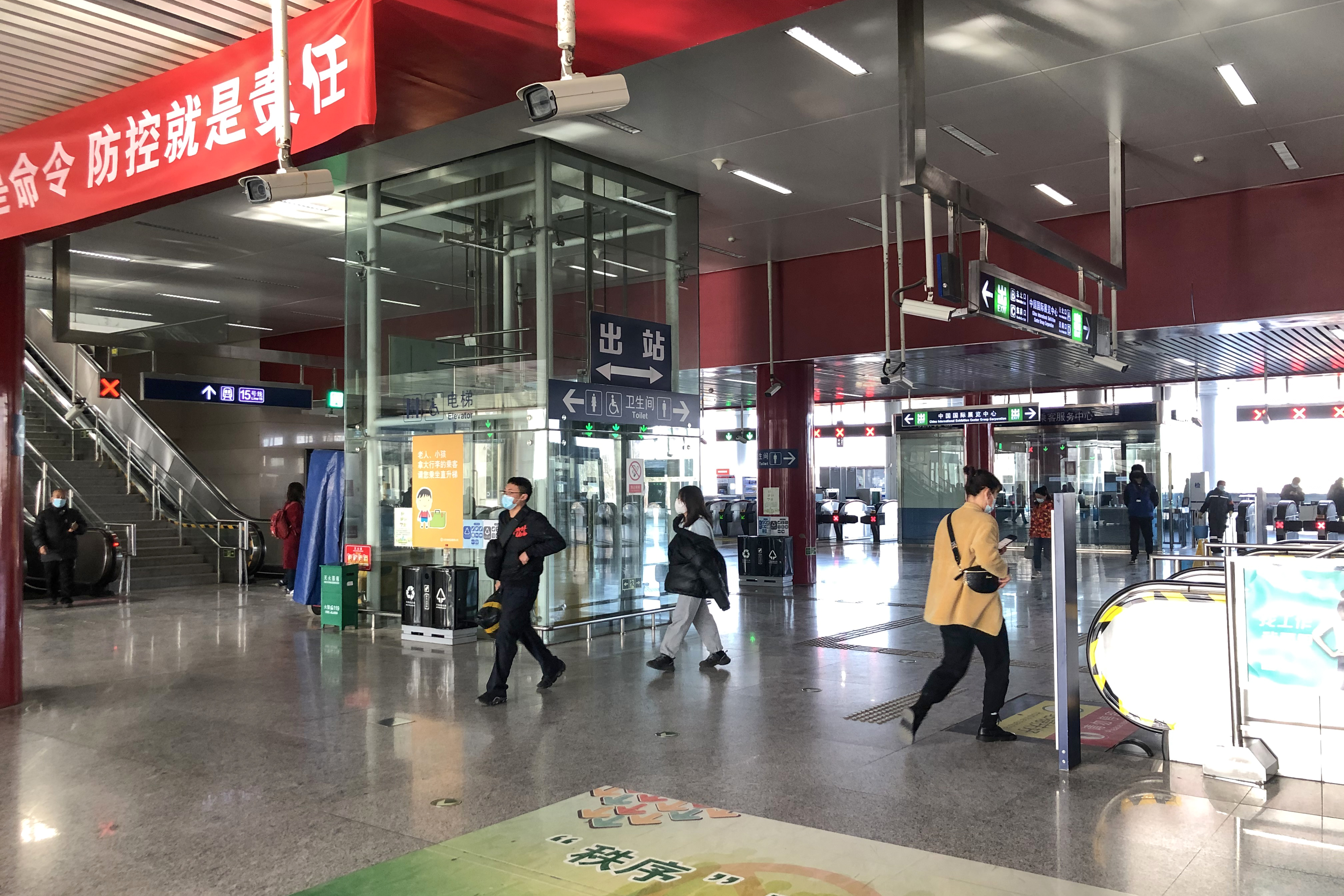
궈잔역 대합실 (2021년 3월 촬영)

궈잔역의 대합실은 1층에 위치하며 양쪽 끝에는 승강장으로 연결되는 에스컬레이터가 있고 중앙에는 승강장으로 연결되는 계단이 있다.

### 승강장

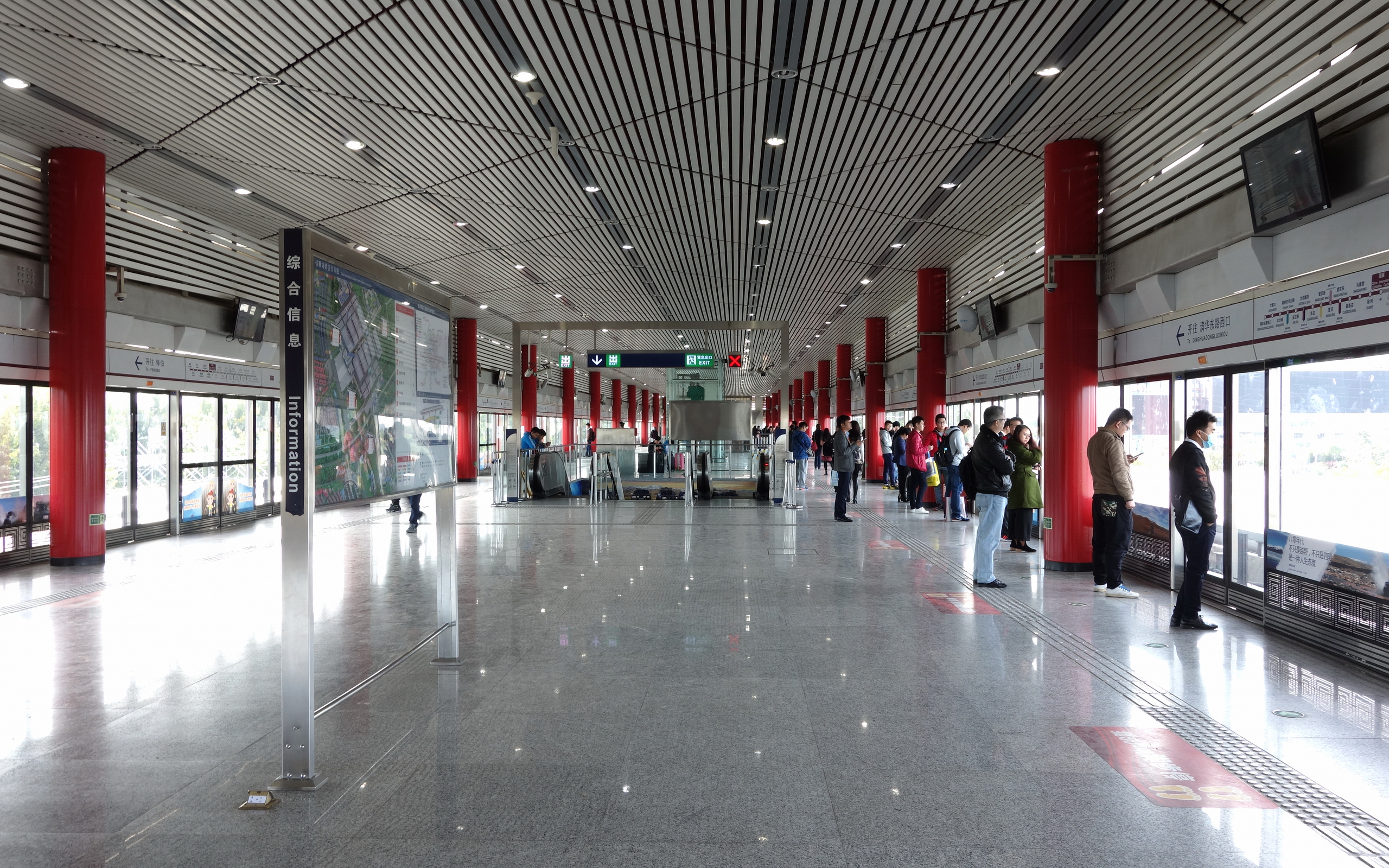
궈잔역 고가 섬식 승강장 (2016년 10월 촬영)

궈잔역은 2층에 섬식 승강장이 있고, 모든 승강장에는 스크린도어가 설치되어 있다.

승강장 전경 (2018년 1월 촬영)

## 출입구
이 역은 4개의 출입구가 존재한다.
|                     |                | |      |  |
| 출구번호            | 지시           | 출구 인근                                                                                             | 사진 |  |
| 出口 · A            |                | 상청림장(常青林场)                                                                                    |      |  |
| 出口 · B            |                | 유다룽 초등학교(裕达隆小学), 공항 밀라노 화원(空港米兰花园), 톈헝 화원(天恒花园), 롄주 화원(莲竹花园) |      |  |
| 出口 · C            | 징미로(京密路) | |      |  |
| 出口 · D            |                | 중국국제전시센터 순이 신관(中国国际展览中心 顺义新馆)                                                 |      |  |
| 아이콘 설명: 경사로 |                | |      |  |

## 같이 보기
- 베이징 지하철 15호선
- 순이구
- 징미로